# Руан-1 (кантон)
Руан-1 (фр. Rouen-1) — кантон во Франции, находится в регионе Нормандия, департамент Приморская Сена. Входит в состав округа Руан.

## История
Кантон образован в результате реформы 2015 года.

## Состав кантона с 22 марта 2015 года
В состав кантона входят западные кварталы города Руан.

## Политика
С 2021 года кантон в Совете департамента Приморская Сена представляют члены городского совета Руана Валантен Рас Ламбрек (Valentin Rasse Lambrecq) и Мари Фуке (Marie Fouquet) (оба ― Социалистическая партия).
|                | Кандидаты                       | Партия                   | Первый тур | Первый тур     | Второй тур | Второй тур |
| Кол-во голосов | Кандидаты                       | Партия                   | % голосов  | Кол-во голосов | % голосов  |            |
| -------------- | ------------------------------- | ------------------------ | ---------- | -------------- | ---------- | ---------- |
|                | Валантен Рас Ламбрек Мари Фуке  | Социалистическая партия  | 2 136      | 37,39          | 2 956      | 50,97      |
|                | Жан-Франсуа Бюр Марин Карон     | Правый блок              | 2 169      | 37,97          | 2 844      | 49,03      |
|                | Жан-Пьер Треде Кристиана Эспане | Левый блок               | 661        | 11,57          |            |            |
|                | Флоран Сене Лори Тирьон         | Национальное объединение | 636        | 11,13          |            |            |
|                | Селин Витар Базиль Гонсалес     | Крайне левые             | 110        | 1,93           |            |            |

|                | Кандидаты                      | Партия                  | Первый тур | Первый тур     | Второй тур | Второй тур |
| Кол-во голосов | Кандидаты                      | Партия                  | % голосов  | Кол-во голосов | % голосов  |            |
| -------------- | ------------------------------ | ----------------------- | ---------- | -------------- | ---------- | ---------- |
|                | Жан-Франсуа Бюр Марин Карон    | Правый блок             | 2 988      | 36,56          | 3 928      | 52,56      |
|                | Сара Балюэ Эрик де Фалько      | Социалистическая партия | 2 532      | 30,98          | 3 546      | 47,44      |
|                | Жан-Франсуа Болан Камиль Босер | Национальный фронт      | 1 403      | 17,17          |            |            |
|                | Рафаэль Бранжье Ив Соре        | Левый фронт             | 1 249      | 15,28          |            |            |